# Yuanwu (köpinghuvudort i Kina, Henan Sheng, lat 35,00, long 113,77)
Yuanwu (kinesiska: 原武, 原武镇) är en köpinghuvudort i Kina. Den ligger i provinsen Henan, i den centrala delen av landet, omkring 28 kilometer nordost om provinshuvudstaden Zhengzhou. Antalet invånare är 23 862. Befolkningen består av 11 596 kvinnor och 12 266 män. Barn under 15 år utgör 24,0 %, vuxna 15-64 år 68 %, och äldre över 65 år 7,0 %.
Runt Yuanwu är det tätbefolkat, med 459 invånare per kvadratkilometer. Det finns inga andra samhällen i närheten. Trakten runt Yuanwu består till största delen av jordbruksmark.
Genomsnittlig årsnederbörd är 604 millimeter. Den regnigaste månaden är juli, med i genomsnitt 133 mm nederbörd, och den torraste är januari, med 5 mm nederbörd.